# Carmela
Carmela és una escultura de Jaume Plensa, situada davant del Palau de la Música Catalana, al carrer de Sant Pere Més Alt de Barcelona.

## Història i descripció
Inicialment hi devia estar instal·lada entre el 7 d'abril i mitjan setembre del 2016, però després d'una pròrroga fins a mitjan octubre, Plensa va dipositar-la a la ciutat de Barcelona per un termini de vuit anys. L'obra, de ferro fos i de 4'5 m d'altura, fou acompanyada per tres escultures més del mateix artista, que s'ubicaren a l'interior del Palau de la Música entre el 7 d'abril i el 16 maig de 2016. Es tracta de Sanna’s dream i Rui Rui’s dream, dues escultures de bronze de l'any 2014 instal·lades a la Sala Lluís Millet, i Silent music III, una escultura d'acer inoxidable pintat i pedres de marbre instal·lada al foyer de l'edifici.
Carmela mostra el cap d'una adolescent i posa l'accent sobre el moment de trànsit que s'experimenta en deixar d'ésser una nena i passar a ser una dona adulta i tot proposant una reflexió al voltant del concepte que cada generació té de la idea de "clàssic". De fet, el rostre és el d'una nena de Barcelona, a qui Plensa va fotografiar l'any 2013 —quan aquesta tenia 14 anys— i va escanejar per obtenir una imatge en tres dimensions del seu cap. Aquesta imatge, després del procés de manipulació, fou el punt de partida de l'obra final, un cap comprimit lateralment i força allargat que, malgrat tot, mostra una bellesa mediterrània, atemporal. Les particularitats formals de l'obra fan que l'escultura canviï la seva aparença (des d'una peça en tres dimensions i ben proporcionada fins a una imatge pràcticament plana) segons el punt des d'on s'observi, un joc de deformació que evoca el procés que realitza la memòria humana quan emmagatzema els records.
| «              | Per a mi aquest procés és una fusió entre fotografia i escultura, entre allò efímer i allò etern; en definitiva, entre allò humà i allò diví. | » |
| — Jaume Plensa | |   |

Pel que fa a les escultures instal·lades a l'interior del Palau de la Música, les de la Sala Millet ja havien estat exposades al Museu d'Art Modern de Ceret l'estiu de 2015 i mostren els rostres de Sanna, una nena de Suècia, i de Rui Rui, una nena de Xangai. El diàleg silenciós entre ambdues figures era, segons Plensa, un homenatge als músics, aquells que millor coneixen què és el silenci, i era a la vegada una metàfora del gènere humà i la seva bellesa fugaç i canviant. L'escultura del foyer mostra un cos humà fet a base de notes musicals i partitures, una referència als músics i l'alfabet comú amb el que treballen.
El 2024 es va anunciar que l'escultura romandria com a mínim 8 anys més al seu emplaçament actual.